# عهد الأمان

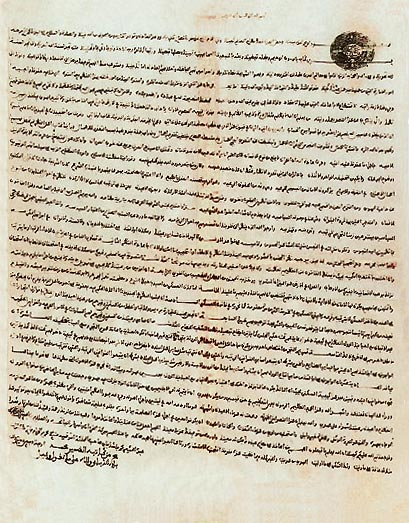
الصفحة الأولى من وثيقة عهد الأمان

عهد الأمان هو وثيقة أساسية أعلنها يوم 9 سبتمبر 1857 محمد باي، وهي أول نص يمنح السكان التونسيين حقوقهم الأساسية في الأمن على أرواحهم وأملاكهم وأعراضهم.

## الظرفية التاريخية

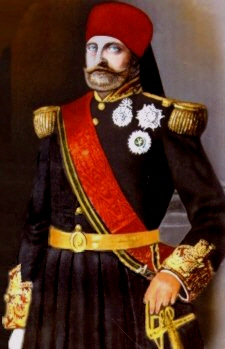
محمد باي

لقد توجت الإصلاحات التي قام بها أحمد باشا باي في الميادين العسكرية والاجتماعية والتعليمية، بإصدار وثيقة عهد الأمان في عهد خلفه محمد باي، وقد صدر هذا النص في انتظار صدور الدستور الذي صدر عام 1861 في عهد محمد الصادق باي. والحقيقة أن هذه الإصلاحات جاءت نتيجة الوعي بالبون الشاسع الذي يفصل البلاد والعالم الإسلامي بصفة عامة عن أوروبا، كما كانت بتأثير من القناصل الأجانب بتونس فضلا عن المقربين من الباي من التونسيين ومن بينهم أحمد بن أبي الضياف والأجانب ومن بينهم الوزير جوزيف راف...

## المحتوى[1]

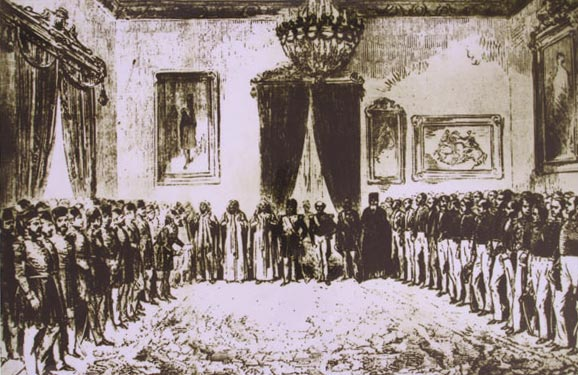
موكب إعلان عهد الأمان من قبل محمّد باي يوم 10 سبتمبر 1857

يتكون نص عهد الأمان من مقدمة وإحدى عشرة مادة أو قاعدة، وتشير المقدمة إلى وجوب الاهتداء بأحكام الشريعة الإسلامية باعتبار أن الإسلام هو الدين الرسمي للدولة التونسية، وأن الباي والسكان مسلمون، وأن الدولة العثمانية تؤكد الأمان لرعاياها وتراه من الحقوق المرعية.
أما مواد العهد فتتمثل أهمها فيما يلي:
- الأولى: تأكيد الأمان لسائر رعيتنا وسكان إيالتنا على اختلاف الأديان والألسنة والألوان في أبدانهم المكرمة أموالهم المحرمة وأعراضهم المحترمة إلا بحق يوجبه نظر المجلس بالمشورة ويرفعه إلينا، ولنا النظر في الإمضاء أو التخفيف ما أمكن أو الإذن بإعادة النظر.
- الثانية : تساوي الناس في أصل قانون الأداء المرتب أو ما يترتب، وإن اختلف باختلاف الكمية، بحيث لا يسقط القانون عن العظيم لعظمته ولا يحطّ على الحقير لحقارته.
- الثالثة: التسوية بين المسلم وغيره من سكان الإيالة في استحقاق الإنصاف لأن استحقاقه لذلك بوصف الإنسانية لا بغيره من الأوصاف والعدل في الأرض هو الميزان المستوي، يؤخذ به للمحقّ من المبطل والضعيف من القويّ.
- العاشرة: إن الوافدين على إيالتنا لهم أن يحترفوا سائر الصنائع والخدم، بشرط أن يتبعوا القوانين المرتبة والتي يمكن أن تترتب مثل سائر أهل البلاد لا فضل لأحدهم على الآخر...

## المستفيدون
إن نص عهد الأمان يتوجه إلى جميع سكان تونس مهما كانت دياناتهم وأجناسهم وجنسياتهم، بما يعنيه ذلك من مسلمين ويهود، تونسيين وأجانب إذ ينص على مساواة الجميع في مسائل الضرائب والرسوم الجمركية. ويقر كذلك الحرية في ممارسة الأنشطة التجارية والتملك شريطة الالتزام بالقوانين العامة . والحقيقة أن هذا النص جاء لخدمة الجاليات الأجنبية ومن يسير في فلكها، ومع ذلك فقد كان بإمكانه خاصة بعد صدور دستور عام 1861 أن يسهم في تطوير الحياة السياسية .